# Taltjärv
Taltjärv (est. Taltjärv) – jezioro w Estonii, w prowincji Valgamaa, w gminie Rõuge. Należy do pojezierza Haanja (est. Hannja järved). Położone jest na obrzeżach od wsi Kurgjärve. Ma powierzchnię 2,2 ha linię brzegową o długości 641 m, długość 210 m i szerokość 105 m. Sąsiaduje m.in. z jeziorami Palanujärv, Kurgjärv, Väikjärv, Tuhkrijärv, Kolga, Paadikõrdsi, Kõvvõrjärv. Położone jest na terenie obszaru chronionego krajobrazu Haanja (est. Haanja looduspark). Jezioro zamieszkują m.in.: okoń, szczupak, płoć.